# Scotopteryx decolor
Scotopteryx decolor är en fjärilsart som beskrevs av Leo Schwingenschuss 1939. Scotopteryx decolor ingår i släktet backmätare, och familjen mätare. Inga underarter finns listade.